# Anatole Desbons
Pour les articles homonymes, voir Desbons.
Anatole Desbons est un homme politique français né le 20 juin 1831 à Jû-Belloc (Gers) et décédé le 25 septembre 1881 à Maubourguet (Hautes-Pyrénées).

## Biographie
D'abord avocat à Paris, il revient dans les Hautes-Pyrénées en 1857 et devient éleveur de chevaux. Maire de Maubourguet de 1863 à 1869, il est député des Hautes-Pyrénées, de 1871 à 1876 et de 1879 à 1881, siégeant au centre gauche. 

## Sources
- « Anatole Desbons », dans Adolphe Robert et Gaston Cougny, Dictionnaire des parlementaires français, Edgar Bourloton, 1889-1891 [détail de l’édition]